# Acrobunus nigropunctatus
Acrobunus nigropunctatus is een hooiwagen uit de familie Epedanidae. De wetenschappelijke naam van Acrobunus nigropunctatus gaat  terug op Thorell.